# NGC 1785
NGC 1785 (другое обозначение — ESO 56-**38) — группа звёзд в созвездии Золотая Рыба. Открыта Джоном Гершелем в 1834 или 1835 году. Описание Дрейера: «расположен в Большом Магеллановом Облаке», хотя на самом деле эта группа лишь находится на его фоне и удалена от Солнца на 3 килопарсека. Её возраст составляет около 500 миллионов лет.
Этот объект входит в число перечисленных в оригинальной редакции «Нового общего каталога».